# توم برينان (مدرب كرة سلة)
توم برينان (بالإنجليزية: Tom Brennan)‏ هو مدرب كرة سلة أمريكي، ولد في 2 مايو 1949 في فيليبسبورغ في الولايات المتحدة.